# Байрак Павло
Павло́ Байра́к (нар. 19 грудня 1912, с. Гадинківці, нині Гусятинського району Тернопільської області, Україна) — український громадський діяч.

## Життєпис
Навчався в Чортківській гімназії.
Від 1928 року — в Канаді. У місті Едмонтон працював в Українському народному домі, гетьманських організаціях.
Співзасновник відділу Конґресу Українців Канади, Клубу українських професіоналістів і підприємців (УПП) у м. Калгарі.